# Madeon
Hugo Leclercq (Nantes, 30 mei 1994) , beter bekend als Madeon, is een Frans house-, nu-disco- en electropopmusicus die optreedt als live-dj.

## Biografie
Hugo Leclercq startte met muziek componeren toen hij 11 jaar was, en nam de nu-disco stijl onder de naam "Madeon" aan in 2010. Deze naam is afgeleid van zijn eerdere hands-up-project "Deamon" door de letters om te wisselen. In de herfst van dat jaar won hij aan populariteit met een remix van "The Island" van Pendulum. Deze remix won in november 2011 een wedstrijd uitgeschreven door Pendulum zelf.
In 2011 componeerde hij een remix van het nummer "Que veux-tu" van Yelle, en remixte daarna "Raise Your Weapon" van Deadmau5. In de zomer van 2011 werd de video van zijn live-mashup "Pop Culture" een viral video. De mashup, die 39 pop hits combineert, had eind januari 2012 8,4 miljoen hits.
Leclercq zat in 15 Minutes of Fame, een onderdeel van Pete Tong's radio show op BBC Radio 1. Zijn relatief lage leeftijd, 17 jaar, trok de aandacht van de presentator. Zijn nieuwe nummer "Icarus" werd tijdens de show gespeeld, evenals zijn remix van Deadmau5's Raise Your Weapon.
Leclercq had aangegeven begin 2012 een ep uit te brengen, maar heeft hier later van afgezien. Zijn single "Icarus" werd op 24 februari 2012 uitgegeven.
In de zomer van 2012 trad Madeon onder andere op bij Radio 1's Hackney Weekend op 23 en 24 juni in Hackney Marshes, en bij het optreden van de Swedish House Mafia in de Milton Keynes Bowl op 24 juli.
Hij stond ook in het voorprogramma van het Noord-Amerikaanse gedeelte van Lady Gaga's The Born This Way Ball Tour in 2013.
Ook wordt zijn hit 'Finale' gebruikt als het intro van de game PlayStation All Stars Battle Royale en als soundtrack van de games Forza Horizon en FIFA 13.
Op 27 maart 2015 bracht hij zijn debuutalbum 'Adventure' uit.
Leclercq noemt The Beatles en Daft Punk als zijn grootste inspiratiebronnen.

## Discografie

### Albums
- Adventure (2015)
- Good Faith (2019)

| Album met hitnotering(en) in de Vlaamse Ultratop 200 albums | Datum van verschijnen | Datum van binnenkomst | Hoogste positie | Aantal weken | Opmerkingen |
| ----------------------------------------------------------- | --------------------- | --------------------- | --------------- | ------------ | ----------- |
| Adventure                                                   | 27-03-2015            | 04-04-2015            | 169             | 1            |             |

### Singles
| Single met eventuele hitnotering(en) in de Nederlandse Top 40 | Datum van verschijnen | Datum van binnenkomst | Hoogste positie | Aantal weken | Opmerkingen |
| ------------------------------------------------------------- | --------------------- | --------------------- | --------------- | ------------ | ----------- |
| Icarus                                                        | 05-03-2012            | 12-05-2012            | tip21           | -            |             |

| Single met hitnotering(en) in de Vlaamse Ultratop 50 | Datum van verschijnen | Datum van binnenkomst | Hoogste positie | Aantal weken | Opmerkingen |
| ---------------------------------------------------- | --------------------- | --------------------- | --------------- | ------------ | ----------- |
| Icarus                                               | 2012                  | 17-03-2012            | tip24           | -            |             |
| Finale                                               | 2012                  | 04-08-2012            | tip80*          |              |             |
| The city                                             | 2012                  | 01-12-2012            | tip90*          |              |             |

### Remixes
- The Killers - "Smile Like You Mean It" (Madeon Remix) (2010)
- Pendulum - "The Island" (Madeon Remix) (2010)
- Alphabeat - "DJ" (Madeon Remix) (2010)
- Yelle - "Que veux-tu" (Madeon Remix) (2011)
- Deadmau5 - "Raise Your Weapon" (Madeon Extended Remix) (2011)
- Martin Solveig - "The Night Out" (Madeon Remix) (2012)
- Muse - Panic Station (Alternate Version Mixed by Madeon) (2013)